# Historische Kommission für Mecklenburg
Die Historische Kommission für Mecklenburg ist ein eingetragener gemeinnütziger Verein. Ihr Anliegen ist es, die Erforschung der mecklenburgischen Landesgeschichte zu fördern und diese einer breiten Öffentlichkeit zu vermitteln.

## Regionalhistorischer Bezug
Das Arbeitsgebiet der Kommission ist die historische Kulturlandschaft Mecklenburg, die über die Jahrhunderte in unterschiedliche politische Einheiten eingeteilt war: Dazu zählen das Fürstentum Mecklenburg, beide mecklenburgische Herzog- bzw. Großherzogtümer, die Freistaaten Mecklenburg-Schwerin und Mecklenburg-Strelitz, der NS-Gau Mecklenburg, Teile des Landes Mecklenburg nach dem Zweiten Weltkrieg und der drei DDR-Bezirke Rostock, Schwerin und Neubrandenburg.
Dieser Geschichtsraum ist seit der Kreisgebietsreform Mecklenburg-Vorpommern 2011 weitgehend identisch mit den Landkreisen Ludwigslust-Parchim, Nordwestmecklenburg, Rostock, mit dem größeren Teil des Landkreises Mecklenburgische Seenplatte und einem kleinen Anteil des Landkreises Vorpommern-Rügen sowie mit den beiden kreisfreien Städten Schwerin und Rostock.
Der überwiegende und deshalb namengebende Teil des Landkreises Vorpommern-Rügen sowie der Landkreis Vorpommern-Greifswald sowie ein kleinerer Teil des Landkreises Mecklenburgische Seenplatte gehören hingegen zum Geschichtsraum Pommern, dessen Erforschung sich die Historische Kommission für Pommern widmet.

## Geschichte und Neugründung
Mit der Historischen Kommission für beide Mecklenburg bestand bis 1945 eine Vorgängerinstitution, die am 22. Juni 1928 nach dem Vorbild bestehender historischer Kommissionen in anderen Ländern (z. B. Bayern) gegründet wurde. Im Gegensatz zum heutigen Verein war sie eine staatliche Einrichtung, der unter anderen Vertreter der beiden mecklenburgischen Staatsarchive und die Lehrstuhlinhaber für Mittlere und Neuere Geschichte der Landesuniversität Rostock angehörten. Wichtigstes Ergebnis der Kommissionsarbeit war die 1944 erschienene Geschichtliche Bibliographie von Mecklenburg, die maßgeblich von Wilhelm Heeß bearbeitet wurde.
Die heutige Historische Kommission für Mecklenburg wurde am 21. November 1990 neu gegründet. Leitend war die Absicht, Strukturen zu schaffen, die mit der Forschungslandschaft der alten Bundesländer kompatibel waren.

## Organisation
Die 25 Mitglieder der Historischen Kommission für Mecklenburg sind als Archäologen, Archivare, Denkmalpfleger, Museumsleiter/Museumspädagogen, Germanisten, Geschichtsdidaktiker und Historiker in Einrichtungen und Institutionen Mecklenburg-Vorpommerns und an Universitäten in Hamburg, Marburg, Heidelberg, Jena und Berlin tätig.
Vorsitzende der Historischen Kommissionen für Mecklenburg:
- Hans Spangenberg (1928–1933)
- Wilhelm Schüßler (1933–1935)
- Bruno Claußen (1935–1945)
- Helge Bei der Wieden (1990–2002)
- Andreas Röpcke (2002–2011)
- Ernst Münch (2011–2021)
- Wolfgang Eric Wagner (seit 2021)

Die Geschäftsstelle befindet sich im Landeshauptarchiv Schwerin.

## Veröffentlichungen, Reihen und Tagungen
Die Publikationen der Historischen Kommission für Mecklenburg erscheinen seit 1990 in drei Reihen.
- ein mehrbändiges Biographisches Lexikon für Mecklenburg
- Quelleneditionen zur mecklenburgischen Landesgeschichte
- eine Schriftenreihe zur mecklenburgischen Landesgeschichte

In der Schriftenreihe werden die Beiträge regelmäßig und öffentlich veranstalteter Tagungen publiziert, die thematisch ausgerichtet sind. In den Mecklenburgischen Jahrbüchern erscheint jährlich ein Tätigkeitsbericht der Historischen Kommission.